# Bashabes
Bashabes, auch Bessabez (* unbekannt; † 1615) war ein Sagamore der Kennebec, einem Indianerstamm der Östlichen Abenaki aus dem äußersten Nordosten der USA.
Aus einer 1625 von Samuel Purchas veröffentlichten anonymen Beschreibung geht hervor, dass sich die Östlichen Abenaki im frühen 17. Jahrhundert unter der Führung eines Mannes namens Bashabes verbündet hatten. Der Name erscheint auch in anderen frühen Quellen und in unterschiedlichen Schreibweisen, wie Bashaba, Bessabez und Betsabes. Er war einer von 23 Sagamore, die in 21 Dörfern an 11 Flüssen erwähnt wurden. Er scheint der Erste unter Gleichen gewesen zu sein, der zum anerkannten Führer aller Östlichen Abenaki aufstieg.
Der Sagamore der Kennebec lebte auf Little Swan Island, einer kleinen Insel im Kennebec River zwischen den heutigen Orten Richmond und Dresden in Maine, USA. Er trug den Titel Bashabes und von ihm oder von seinen Vorfahren erhielt der Fluss und der Stamm seinen Namen. Vermutlich war der Wohnsitz des Sagamore stark befestigt. Die Überreste dieser Festung kann man noch heute sehen. Sie war aus Holzstämmen kreisförmig gebaut und hatte auf der Nordseite einen wahrscheinlich unterirdischen Eingang. Als die Weißen mit der Besiedlung der fruchtbaren Ufer des Kennebec Rivers begannen, mussten die Indianer weichen. Bashabes war gezwungen, seinen Sitz auf Little Swan Island zu verlassen und das indianische Dorf Cushnuc bei Augusta wurde von den Engländern verwüstet.
Der Entdecker Samuel de Champlain traf 1604 bei einer Forschungsreise den Penobscot River aufwärts auf Bashabes, der ihn mit einer Zeremonie willkommen hieß. Champlain berichtete später:
Am sechzehnten des Monats kamen etwa 30 Indianer zu uns […] Auch Bessabez kam mit sechs Kanus, um uns zu sehen. Sobald die Indianer am Ufer ihn ankommen sahen, begannen sie alle zu singen, tanzen und hüpfen, bis er gelandet war. Danach setzten sie sich alle im Kreis auf den Boden, so wie es bei ihnen Brauch war, wenn sie eine Rede halten oder eine Feier veranstalten wollten… Beesabez traf uns am Ufer und nachdem er uns zum Sitzen aufgefordert hatte, begannen er und seine Begleiter zu rauchen.
Unter der Führung ihres Ober-Sagamore Bashabes bildeten die Norridgewock eine machtvolle Allianz mit den Penobscot und anderen Östlichen Abenaki und bedrohten ihre Feinde, die Micmac, auf der anderen Seite der Bucht. Die Feindschaft bestand schon seit langer Zeit, wurde aber durch die Konkurrenz beim Pelzhandel mit den Franzosen verschärft.
Um 1607 kam es zum Tarrantiner-Krieg zwischen der Penobscot-Konföderation unter Bashabes und den Micmac und den mit ihnen verbündeten Maliseet. Der Krieg dauerte mit Unterbrechungen insgesamt acht Jahre. Unterdessen setzten die Franzosen, die über den Krieg nicht erfreut waren, den lukrativen Pelzhandel mit beiden Seiten fort. 1615 gewannen die Micmac den Krieg, nachdem sie Bashabes bei einem Überfall auf Mawooshen getötet hatten.